# Port Union (Newfoundland en Labrador)
Port Union is een dorp in de Canadese provincie Newfoundland en Labrador dat aan de oostkust van het eiland Newfoundland ligt. De plaats bevindt zich op het schiereiland Bonavista en maakt deel uit van de gemeente Trinity Bay North.

## Geschiedenis
In 1916 begon de Fishermen's Protective Union onder leiding van William Coaker met de bouw van een vissersdorp aan de oostkust van het schiereiland Bonavista. Port Union is daarmee het enige dorp in Canada dat door een vakbond gesticht werd. De eerste tien jaar na de stichting worden als de gloriejaren van Port Union beschouwd. Tegen 1926 had de vissersvakbond vestigingen voorzien voor de retail-, export-, scheepsbouw- en uitgeverijactiviteiten in het plaatsje. Port Union omvatte toen ook een grote vergaderzaal, een treinstation, een kerk en vele duplexwoningen voor arbeiders.
Het historische centrum is grotendeels intact gebleven en werd in 1998 erkend als National Historic Site of Canada.
In 2005 fusioneerde de gemeente Port Union met de naburige dorpen Melrose en Catalina tot de gemeente Trinity Bay North.

## Demografie
Demografisch gezien is Port Union, net zoals de meeste afgelegen plaatsen op Newfoundland, aan het krimpen. Tussen 1976 en 2021 daalde de bevolkingsomvang van 678 naar 240, wat neerkomt op een daling van 438 inwoners (-64,6) in 45 jaar tijd.
| Demografische ontwikkeling van Port Union tussen 1951 en 2021              |
| -------------------------------------------------------------------------- |
|                                                                            |
| Bron: Statistics Canada (1951–1986, 1991–1996, 2001–2006, 2011–2016, 2021) |

## Fossielen
De National Historic District Boardwalk aan de kust van het dorpscentrum is een van de belangrijke sites van het door UNESCO erkende Discovery Geopark waarin het plaatsje gelegen is. Wanneer het eb is zijn er immers fossielen goed zichtbaar aan het oppervlak.
Iets verder van het centrum, langs de Murphy's Cove Trail en de Lodge's Pond Trail, bevinden zich daarenboven belangrijke vindplaatsen van Haootia-fossielen; zij vormen een tweede belangrijke site van het geopark.